# Avgas
L'avgas (diminutif de aviation gasoline) ou essence d'aviation est l'un des deux grands types de carburants pour avions à moteur à pistons utilisé dans le monde ; il s'agit d'une essence plombée, assez proche de l'ancienne essence au plomb tétraéthyle utilisée pour les voitures. Il est un peu moins énergétique que les kérosènes utilisés pour les avions à réaction.
Il est réservé aux moteurs à explosion à allumage par étincelles, qui composent encore l'essentiel de l'aviation légère.

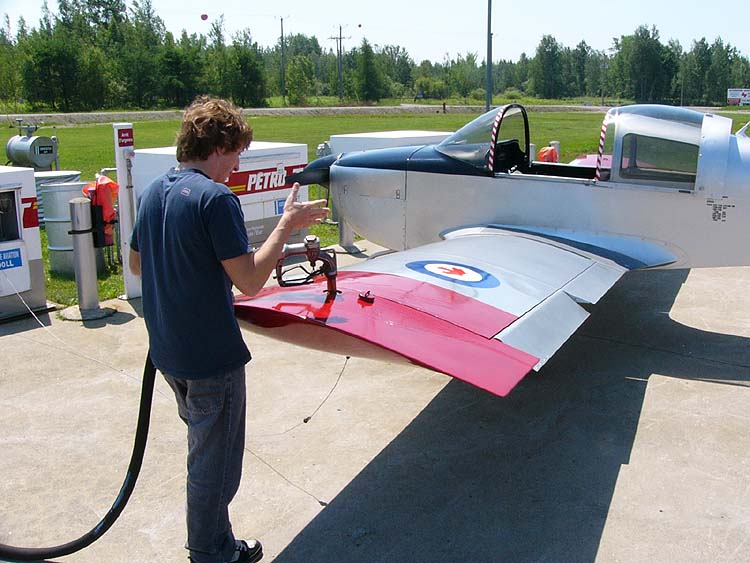
Plein de carburant plombé (100LL avgas, dans ce cas) sur un petit avion American Aviation AA-1 Yankee en 2006 sur l'aérodrome de Bromont au Québec.

L'avgas se distingue néanmoins du mogas (essence sans plomb qui est maintenant utilisable dans certains moteurs d'avions légers). Les mogas peuvent être utilisés dans des avions équipés d'un système de dépollution catalytique des gaz d'échappement (à base de platine et/ou métaux catalytiques du groupe du platine).
Les carburants les plus couramment utilisés dans le monde pour l'aviation légère contiennent encore du plomb tétraéthyle (aussi dit TEL pour tetraEthyle lead) très polluant et incompatible avec les systèmes de dépollution des gaz. Le plomb est ici utilisé (comme dans les anciennes voitures) pour empêcher les détonations du moteur, malgré des expériences en cours visant à réduire ou à éliminer ce plomb de l'essence d'aviation.
Les moteurs à turbine sont conçus pour utiliser du carburant aviation (kérosène). Ce dernier est également utilisé par la plupart des moteurs Diesel à pistons développés pour l’aviation, tels que ceux de SMA Engines, Austro Engine et Thielert.

## Propriétés
Le principal composant pétrolier utilisé dans le mélange de carburant pour aviation est l'alkylat ; c'est pour l'essentiel un mélange de divers isooctanes.
Certaines raffineries utilisent également le reformat.
Pour répondre aux normes « CAN 2–3, 25-M82 », un avgas doit avoir une masse volumique de 6,01 lb/gal US à 15 °C, ou 0,721 kg/l (6 lb/gal US est une quantité couramment utilisée aux États-Unis pour les calculs de poids et centrage).
Sa masse volumique augmente à 6,41 lb/gal US, ou 0,769 kg/l, à −40 °C, et diminue d'environ 0,1 % par degré Celsius d'augmentation de la température,.
L'avgas a un facteur d'émission de 18,355 livres de CO2 par gallon US (2,199 4 kg/l), ou environ 3,05 unités de poids de CO2 produites par unité de poids de carburant utilisé.
La pression de vapeur de l'avgas est plus basse et plus uniforme que celle de l'essence sans plomb utilisée dans les automobiles, de sorte que ce carburant reste à l'état liquide quand la pression atmosphérique est réduite en altitude, empêchant ainsi le phénomène de vapor lock[réf. nécessaire].

## Histoire
Les mélanges utilisés actuellement sont les mêmes que ceux mis au point dans les années 1940 pour les moteurs d’avions de transport aérien et militaires à hauts niveaux de suralimentation ; notamment le moteur Rolls-Royce Merlin utilisé par les chasseurs Spitfire et Hurricane, le chasseur-bombardier Mosquito et le bombardier lourd Avro Lancaster (le Merlin II et les versions ultérieures nécessitaient du carburant d'indice d'octane 100) en tant que moteurs Allison V-1710 de fabrication américaine, refroidis par liquide, et de nombreux moteurs en étoile de Pratt & Whitney, Wright et d’autres constructeurs des deux côtés de l’Atlantique.
Des indices d'octane élevés étaient alors obtenus par ajout de plomb tétraéthyle (le composé organométallique hautement toxique qui a aussi été utilisé dans l'essence auto, avant d'être peu à peu interdit (dans la plupart des pays avant la fin du XXe siècle)).
Le carburant plombé est cependant resté autorisé pour les petits avions et certains moteurs marins. Il est actuellement disponible en qualités différentes, avec divers taux de plomb (de l'essence sans plomb est aussi encore disponible dans quelques pays pour l'automobile et pour quelques usages).
Dans les carburants de petits avions, en raison de sa toxicité et son écotoxicité très élevées, le plomb tétraéthyle a été réduit pour être plus proche du minimum pour atteindre l'indice d'octane requis ; avec des concentrations réelles qui seraient souvent inférieures au maximum autorisé.[réf. nécessaire].
Historiquement, de nombreux moteurs d'avion à pistons à quatre et six cylindres développés après la Seconde Guerre mondiale étaient conçus pour utiliser des carburants au plomb ; un carburant de remplacement sans plomb approprié n'a pas encore été mis au point et certifié pour la plupart de ces moteurs. Certains aéronefs certifiés à moteur alternatif ont toujours besoin de carburants au plomb, mais d'autres non, et certains peuvent brûler de l'essence sans plomb, à condition d'intégrer un additif spécial pour carburant.
Lycoming Engines fournit une liste des moteurs et des carburants compatibles avec ces moteurs.
En août 2017, selon cette source, plusieurs de leurs moteurs étaient compatibles avec le carburant sans plomb, mais toujours avec un additif antidétonant alternatif. Lycoming précise également que l'indice d'octane du carburant utilisé doit aussi respecter les exigences énoncées pour le carburant, sinon le moteur pourrait être endommagé par un phénomène de détonation.
En 2008, Teledyne Continental Motors (aujourd'hui Continental Aerospace Technologies) indiquait que l’avgas plombé restait indispensable dans les moteurs : le plomb agit en tant que lubrifiant, recouvrant les zones de contact entre la soupape, le guide et le siège. « L'utilisation de carburants sans plomb avec des moteurs conçus pour les carburants au plomb peut entraîner une usure excessive du siège de la soupape d'échappement en raison du manque de plomb, les performances des cylindres pouvant se détériorer et atteindre des niveaux inacceptables en moins de dix heures ».

## Consommation
En 2021, aux États-Unis, la consommation annuelle d’avgas était de 167 millions de gallons US (633 000 m3), soit environ 0,13 % de la consommation d’essence. De 1983 à 2009, l’usage de l'avgaz a régulièrement diminué, avant une petite reprise temporaire de 2010 à 2012. La consommation est globalement stable de 2014 à 2021.
Depuis 2008, les principaux consommateurs d’essence plombée pour avion sont en Amérique du Nord, Australie, Brésil et Afrique (principalement Afrique du Sud)[réf. nécessaire]. Les pilotes d’avion de petite taille doivent veiller à sélectionner les aéroports dotés d’avgas quand ils font leurs plans de vol, ou se faire préparer des stocks (ex. : des pilotes de loisir ou d'expédition scientifique expédient et font déposer sur leur trajet des réserves d'essence avant de s'envoler vers des régions éloignées (en Sibérie par exemple)).
En Europe, l’essence est le carburant le plus répandu pour les moteurs à pistons, mais selon Shell, son prix est si élevé que des efforts ont été déployés pour faire du carburant pour moteur Diesel un produit courant, peu coûteux et avantageux pour l’aviation. L'affaire Volkswagen a néanmoins attiré l'attention du public sur le caractère polluant des émissions des moteurs Diesel.

## Grades

### 100LL (bleu)

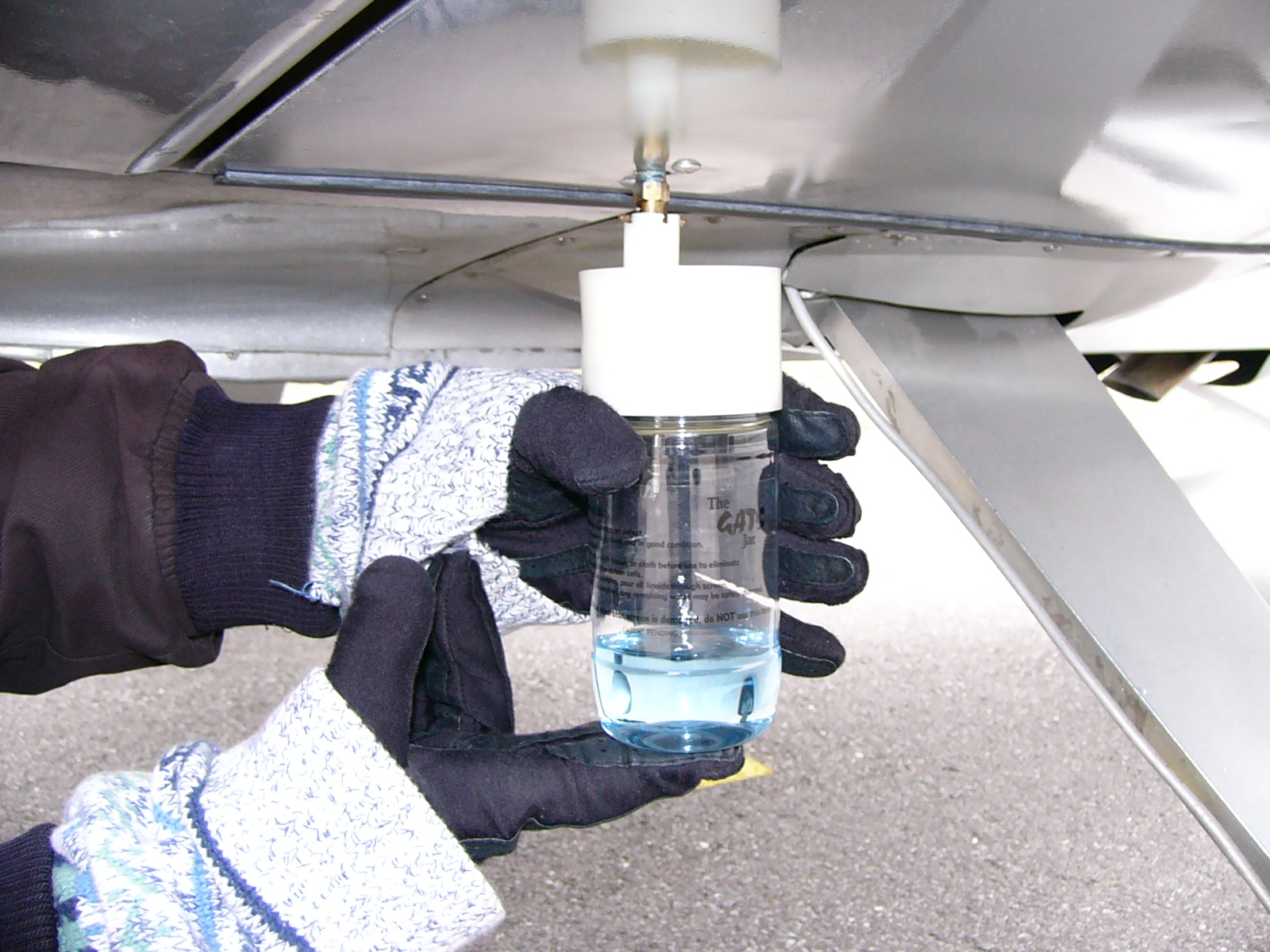
Prise d'échantillon de carburant dans un drain sous l'aile, à l'aide d'un échantillonneur de carburant GATS Jar. Le colorant bleu indique que ce carburant est 100LL.

Le carburant 100LL (se prononce one hundred low lead), à « bas » taux de plomb peut contenir au maximum la moitié de la TLE autorisée dans l'essence 100/130 (verte) et l'essence automobile plombée dite de qualité supérieure d'avant 1975,.
Certains des moteurs d'avion peu puissants (100 à 150 ch) développés à la fin des années 1990 sont conçus pour fonctionner indifféremment au carburant sans plomb et au carburant 100LL. C'est le cas par exemple du Rotax 912.

### Essence de voiture

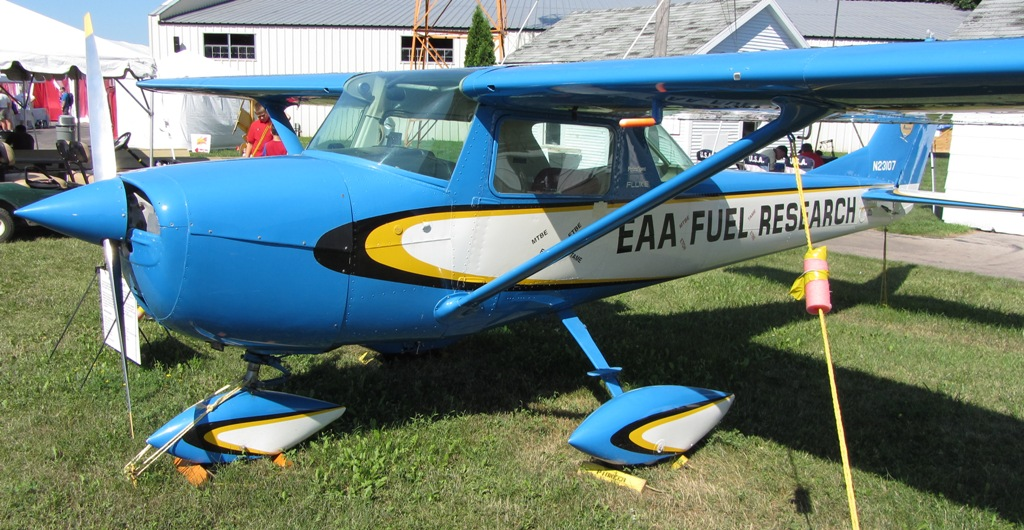
Un Cessna 150 EAA, avion utilisé pour la certification américaine STC du carburant automobile.

Ce carburant convient à quelques avions. Il est dénommé mogas ou autogas par les aviateurs.

## Projet d'interdiction de l'essence d'aviation au plomb
En raison de la haute toxicité du plomb pour l'être humain et pour l'environnement, l'élimination du carburant plombé (100LL y compris) a été qualifiée comme étant l'un des problèmes les plus pressants de l'aviation moderne 
parce que 30 % des avions de la flotte de l'aviation générale utilisent 70 % du carburant d'aviation 100LL (faute de solutions de remplacement existantes développée par les producteurs),,.
En février 2008, la société Teledyne Continental Motors (TCM, aujourd'hui Continental Aerospace Technologies) annonce être très préoccupée par la disponibilité future du carburant plombé 100LL, et qu'en conséquence elle développerait une gamme de moteurs Diesel.
En novembre, Jim Coyne, président de la National Air Transportation Association, reconnaissait que l'impact de l'aviation sur l'environnement devrait être un problème majeur au cours des prochaines années, ce qui se traduira notamment par l'élimination progressive du 100LL en raison de son contenu en plomb.
En 2010, TCM a annoncé en mai avoir lancé le développement d'un moteur Diesel, le SMA SR305,,.
En mai 2012 aux États-Unis, le comité de réglementation de la FAA (Federal Aviation Administration) a élaboré un plan, en collaboration avec l’industrie, pour remplacer l’avgas au plomb par une solution de remplacement sans plomb dans les onze prochaines années, c'est-à-dire avant 2023. Compte tenu des progrès déjà réalisés sur 100SF et G100UL, la conversion pourrait être faite avant 2023. Chaque carburant-candidat doit respecter douze critères de spécification de carburant et quatre pour la distribution et le stockage.
La FAA a demandé un financement (60 millions de dollars américains au plus) pour financer l'administration du basculement,.
En 2014, neuf sociétés et consortiums ont au mois de juillet soumis des propositions dans le cadre d'une initiative dite Piston Aviation Fuels Initiative afin d'évaluer les carburants sans plomb tétraéthyle. Les essais de phase 1 sont effectués au Centre technique William J. Hughes pour un remplacement approuvé par la FAA de l'industrie d'ici 2018.
Le premier carburant sans plomb est certifié par la FAA en septembre 2022, alors que quatre autres sont en cours d'analyse. L'objectif est de cesser l'utilisation de l'avgas au plomb pour 2030.

### Nouveaux carburants sans plomb

#### UL91 (Total)
L’avgas UL 91 est une essence aviation sans plomb (UL est l’abréviation pour Unleaded = sans plomb) spécialement conçue pour les avions ultra-légers. L’avgas UL 91 ne contient pas d'alcool (éthanol, etc.) afin de préserver réservoirs et circuits de carburant. En effet, les alcools peuvent être nuisibles pour certains matériaux et présentent l’inconvénient de capter l’eau.

## Réglementation environnementale
L'essence plombée et l'avgas au plomb, tout comme certains de leurs produits de combustion, contiennent de puissantes neurotoxines et du plomb dont on connait depuis longtemps les propriétés néfastes. La toxicologie scientifique du plomb a en effet largement plus d'un siècle (pour en savoir plus, voir les articles Plomb, Saturnisme et Histoire du saturnisme), qu'il interfère négativement avec le développement de l'embryon et du fœtus, puis du cerveau de l'enfant ou de l'adolescent. L'Environmental Protection Agency (EPA, États-Unis) a conclu que l’exposition à des niveaux de contamination par le plomb même très faibles était liée de manière concluante à la perte de QI dans les tests de la fonction cérébrale des enfants. L'OMS et tous les spécialistes du plomb estiment maintenant que le plomb est toxique pour l'enfant et le développement fœtal, quelle que soit sa dose, ce qui incite à éliminer le plomb et tous les produits à base de plomb de notre environnement,.
Une évaluation toxicologique des risques de cancers professionnels, faite au Canada (université de Montréal) pour l'Institut de recherche en santé et en sécurité du travail du Québec, a aussi mis en évidence un risque accru de pathologie rénale chez les personnes professionnellement exposées à l'avgas.